# Office of Defense Mobilization
A Office of Defense Mobilization (ODM) foi uma agência independente do governo dos Estados Unidos cuja função era planejar, coordenar, dirigir e controlar todas as atividades de mobilização em tempo de guerra do governo federal, incluindo mão de obra, estabilidade econômica e operações de transporte. Foi estabelecida em 1950 e, durante três anos, foi uma das agências mais poderosas do governo federal.